# Write
Příkaz write se v Unix a operačních systémech unixového typu (například Linux, FreeBSD, Mac OS a další) používá k odesílání zpráv jinému uživateli přímo na jeho terminál.

## Historie
write byl zařazen již první verzi operačního systému Research Unix.

## Ukázka použití
Syntaxe příkazu je:
```
$ 
write
 
user
 
[
tty
]

message

```

Sezení write je ukončeno zasláním EOF, což lze provést stisknutím Ctrl+D. Argument tty je nezbytný pouze tehdy, když je uživatel přihlášen na více než jednom terminálu.
Rozhovor iniciovaný mezi dvěma uživateli na stejném počítači:Se druhému uživateli objeví na konzoli jako:
```
$ 
write
 
root
 
pts/7

test

```